# Francisco Jesuíno Avanzi
Francisco Jesuíno Avanzi, detto Chicão (Piracicaba, 30 gennaio 1949 – San Paolo, 8 ottobre 2008), è stato un calciatore e allenatore di calcio brasiliano, di ruolo centrocampista.

## Biografia
Chicão soffriva di problemi al nervo sciatico, ma giocava comunque con grande impegno e dispendio di energie.
Soffriva anche di problemi allo stomaco che una volta lo fecero vomitare in campo — ma anche in quell'occasione continuò a giocare.
Chicão morì l'8 ottobre 2008, a 59 anni, vittima di un cancro all'esofago. Il presidente del San Paolo, Juvenal Juvêncio, indisse il lutto ufficiale per il club, la cui squadra scese in campo contro il Náutico, in una partita del Campeonato Brasileiro Série A 2008, con fasce nere al braccio.

## Caratteristiche tecniche
Chicão era un centrocampista difensivo che si distingueva più per il suo senso della posizione che per la sua tecnica. Era inoltre considerato un giocatore ruvido e, talvolta, anche violento, ma fu anche soprannominato "il miglior esempio di grinta e amore per la maglia che il San Paolo abbia mai avuto in tutta la sua storia. Si diceva che, "per lui, chiunque mettesse in pericolo le vittorie del San Paolo era passibile di una punizione".

## Carriera

### Club
Da giovane, lavorava in una fabbrica di Piracicaba come apprendista meccanico, attività che però non gli piaceva. Preferiva giocare a calcio insieme ai Filhos de Funcionários, club dilettantistico della sua città, ed entrò nelle giovanili del XV de Piracicaba, nel quale vinse il titolo giovanile. Grazie al tecnico Cilinho, allenatore della prima squadra, entrò a far parte nel 1968 della squadra titolare.
Proprio nel 1968, fu mandato in prestito all'União Agrícola Barbarense (l'attuale União Barbarense Futebol Clube) di Santa Bárbara d'Oeste, e diventò il miglior giocatore della squadra. Trasferitosi al São Bento di Sorocaba, e successivamente al Ponte Preta, dove giocò nuovamente con Cilinho allenatore, si distinse per la sua abilità. Nel 1973, fu acquistato dal San Paolo, che avrebbe poi difeso per sette anni, diventando uno dei più grandi idoli della storia del club.
L'anno seguente del suo arrivo al San Paolo, Chicão giocò la Copa Libertadores, terminando al sesto posto. La sconfitta in finale per 1 a 0 con l'Independiente, squadra argentina, venne definita dallo stesso giocatore la "più grande delusione" della sua vita. Il suo stile di gioco, sempre proteso verso la vittoria lo fece diventare un idolo dei tifosi. Nel 1976, prima di una partita contro il Palmeiras, fu ammonito prima ancora che la partita cominciasse.
Nel Campeonato Paulista 1975 vinse il suo primo titolo con la maglia del San Paolo — e anche della sua carriera — vincendo il titolo statale. L'anno seguente, fu convocato per la prima volta con la Nazionale di calcio del Brasile per alcune amichevoli. Si distinse particolarmente nella vittoria per 2 a 1 sull'Uruguay, e mantenne il posto da titolare per le quattro partite successive, prima di rompersi i legamenti del ginocchio al minuto 23 del secondo tempo della partita contro l'Argentina il 19 maggio. Tornò sui campi il 13 giugno, in San Paolo - América de São José do Rio Preto.
Il suo maggior successo fu la conquista del III Copa Brasil, nella finale contro l'Atlético Mineiro. In quella partita Chicão fu eletto migliore in campo. Fu anche accusato di aver deliberatamente infortunato Ângelo. A partire da quell'episodio, fu inviso alla tifoseria dell'Atlético Mineiro.
Chicão rimase al San Paolo fino al termine del 1979, con 312 partite e 19 gol all'attivo. Si trasferì quindi Atlético-MG, dove ebbe difficoltà ad essere accettato dai tifosi, a causa del fatto in finale di campionato Brasileiro del 1977, ma successivamente si fece benvolere dalla Torcida del club di Belo Horizonte giocando a fianco di Ângelo.
Il 10 settembre 1981, il Santos annunciò di avere acquistato Chicão e Palhinha dall'Atlético, per 26,5 milioni di cruzeiros.
Negli anni seguenti, giocò anche per il Corinthians di Presidente Prudente, nel Botafogo de Ribeirão Preto e nel Mogi Mirim, club in cui si ritirò nel 1986, a 37 anni

### Nazionale
Nel 1978 fu convocato per il campionato del mondo 1978, tenutosi in Argentina, nel quale in Brasile si piazzò al terzo posto. L'allenatore Cláudio Coutinho aveva bisogno di un giocatore che sapesse contrastare gli avversari durante le partite più dure. Coutinho aveva assisitito a San Paolo - Ponte Preta, del 1º febbraio, quando Chicão fu nominato migliore in campo, e disse che il giocatore era "fatto di puro agonismo". "Giocai quindi metà tempo contro il Perù e un'altra mezza frazione di gioco contro l'Austria. Giocai anche contro l'Argentina al posto di Toninho Cerezo, perché l'allenatore Coutinho aveva bisogno di maggior vigore", disse il giocatore stesso alla Gazeta Esportiva nel 2003.
Fu in questa occasione che Chicão giocò la sua partita più famosa con la Nazionale — e la sua unica in Coppa del Mondo. Coutinho chiese al centrocampista di imporre il suo gioco senza essere però espulso. Si mise in marcatura su Mario Kempes fin dall'inizio e l'attaccante argentino ne risentì. All'inizio del secondo tempo, fu ammonito per un fallo sullo stesso Kempes. "L'immagine che rimase fu quella dell'implacabile Chicão che letteralmente camminava sopra Ardiles", scrisse la rivista Placar un anno dopo. Si guadagnò così dagli argentini il soprannome di "Matador".
In tutto, vestì la maglia del Brasile in nove partite ufficiali e in due non ufficiali, con 7 vittorie, 3 pareggi ed una sconfitta, senza reti all'attivo. La sua prima partita ufficiale fu il 25 febbraio 1976, contro l'Uruguay, e l'ultima fu contro il Paraguay il 24 ottobre 1979, partita valevole per la Copa América (terminata con una sconfitta per 2 a 1).

### Allenatore
Una volta ritiratosi, iniziò la carriera da tecnico, allenando prima il XV de Piracicaba e successivamente l'Independente de Limeira. Nel 2001, allenò il Clube Atlético Montenegro, de Paranapanema, attualmente escluso dalla Federação Paulista de Futebol che arrivò alla serie B-2 sotto la sua guida.

## Palmarès

### Giocatore

#### Competizioni statali
- Campionato paulista: 1

San Paolo: 1975
- Campionato Mineiro: 1

Atlético-MG: 1980

#### Competizioni nazionali
- Campionato brasiliano: 1

San Paolo: 1977